# Opplimen
Opplimen är en sjö i Leksands kommun i Dalarna och ingår i Dalälvens huvudavrinningsområde. Sjön har en area på 0,439 kvadratkilometer och ligger 235,1 meter över havet. Sjön avvattnas av vattendraget Bodaån.

## Delavrinningsområde
Opplimen ingår i det delavrinningsområde (674209-146049) som SMHI kallar för Ovan 674040-145736. Medelhöjden är 286 meter över havet och ytan är 18,18 kvadratkilometer. Det finns inga avrinningsområden uppströms utan avrinningsområdet är högsta punkten. Bodaån som avvattnar avrinningsområdet har biflödesordning 2, vilket innebär att vattnet flödar genom totalt 2 vattendrag innan det når havet efter 275 kilometer. Avrinningsområdet består mestadels av skog (55 procent), öppen mark (16 procent) och jordbruk (18 procent). Avrinningsområdet har 0,44 kvadratkilometer vattenytor vilket ger det en sjöprocent på 2,4 procent. Bebyggelsen i området täcker en yta av 0,25 kvadratkilometer eller 1 procent av avrinningsområdet.